# Krystyna Kuta
Krystyna Kuta z domu Chmarzyńska (ur. 21 września 1967 w Jeżewie) – polska lekkoatletka, specjalistka biegów długodystansowych, dwukrotna mistrzyni Polski.

## Kariera
Zdobyła mistrzostwo Polski w  maratonie w 1990 i 2006.
Zajmowała czołowe miejsca w wielu biegach maratońskich, m.in. zwyciężyła w maratonie w Palermo w 1999 i w maratonie w Poznaniu w 2003, a w Hamburg-Marathon w 2000 zajęła 6. miejsce.
Była zawodniczką drużyny Nowe Kręplowice (1989) Kolejarza Bydgoszcz (1990-1995), Browaru Schöller Namysłów (1996-1999) i Olimpii Grudziądz (2000-2005), a obecnie Pomorzanina Serock.
Rekordy życiowe::
| Konkurencja           | Data i miejsce                | Wynik    |
| --------------------- | ----------------------------- | -------- |
| bieg na 5000 metrów   | 5 września 1998, Sopot        | 16:31,54 |
| bieg na 10 000 metrów | 28 czerwca 1998, Wrocław      | 35:22,90 |
| półmaraton            | 16 października 1994, Haarlem | 1:14:29  |
| maraton               | 27 kwietnia 1997, Hamburg     | 2:32:22  |